# Dorami-chan: Aoi Straw Hat
Dorami-chan: Aoi Straw Hat è un cortometraggio del 1994 con protagonista Dorami, inedito in Italia.

## Trama
Uno strano ragazzo con un cappello di paglia blu dimentica la sua borsa nel parco, e Dorami, che nota tutto ciò, lo insegue per restituirgliela. Il ragazzo però entra, tramite un portale magico, in un mondo parallelo, per cercare di consegnare dei fiori ad una bella quanto impassibile nei suoi confronti principessa, "protetta" da alcuni loschi figuri. Dorami decide di aiutare il ragazzo a coronare il suo sogno d'amore e dopo mille peripezie i due riescono a sconfiggere i cattivi e ad arrivare alla porta del palazzo. Il ragazzo però ci ripensa e decide di non entrare, giungendo alla conclusione che quella principessa non è importante quanto lo possa essere una vera amica come Dorami. I due tornano così a casa insieme, mano nella mano.

## Sigla
| Posizione         | Titolo             | Autore |
| ----------------- | ------------------ | ------ |
| Sigla di apertura | Tomodachi na no ni | KUKO   |

## Distribuzione
Il cortometraggio è stato proiettato nei cinema giapponesi il 12 marzo 1994, insieme a Doraemon: Nobita to mugen san-kenshi.
Il titolo internazionale del cortometraggio è A Blue Straw Hat.